# Espeleta
 Ovo je glavno značenje pojma Espeleta. Za istoimeni kanton pogledajte Espeleta (kanton).
Espeleta (baskijski: Ezpeleta, francuski: Espelette) je općina u jugoistočnoj Francuskoj. Nalazi se u sastavu povijesne baskijske pokrajine Lapurdi. Upravno je smještena unutar departmana Atlantski Pireneji, u pokrajini Akvitaniji.
Espeleta je poznata po svojim crvenim sušenim paprikama koje se diljem svijeta koriste kao začin.

## Zemljopis
Espeleta je jedan od gradova baskijske pokrajine Lapurdija, blizu španjolske granice (10 km). Udaljen je pola sata cestom od baskijske obale. U općinu se dolazi uz cestu D20 između Cambo-les-Bains i Ainhoa i prijevojem D249.
Kroz općinu prolazi potok Lats (i njegovi pritoci). Od potoka ovisna Zubizabaleta i na potonjem je Mandopichako erreka i Urotchéko erreka.

## Demografija
Ova općina broji 1987 stanovnika.

## Galerija
- Tradicionalna Espeletska kuća s paprikama koje se suše na zidu
- Piments d'Espelette,paprike iz Espelete

## Vanjske poveznice
- Espeleta na MSN-ovoj karti svijeta (engl.)
- Espeleta, Francuska (engl.)